# الحمام (مركز)
مركز الحمام، مركز إداري مصري. يقع في محافظة مطروح الواقعة في جمهورية مصر العربية. القاعدة الإدارية للمركز هي مدينة الحمام.